# Меншуткин, Николай Александрович
Никола́й Алекса́ндрович Меншу́ткин (12 [24] октября 1842, Санкт-Петербург, Российская империя — 23 января [5 февраля] 1907, там же) — русский химик.
Отец химика Бориса Николаевича Меншуткина (1874—1938).

## Биография
Учился на реальном отделении Главного немецкого училища Петришуле с 1853 по 1857 год. Окончил естественное отделение физико-математического факультета Санкт-Петербургского университета (1862). В 1863—1865 гг. стажировался в Германии (в Тюбингенском университете у А. Штреккера, в Марбургском университете у А. В. Г. Кольбе) и Франции (в парижской Высшей медицинской школе у Ш. А. Вюрца). С 1865 по 1902 г. преподавал в Санкт-Петербургском университете, с 1869 — профессор; в 1902—1907 гг. — профессор Петербургского политехнического института.
Был одним из инициаторов основания в 1868 г. Русского химического общества (наряду с Ф. Бейльшейном, А. А. Воскресенским, Н. Н. Зининым, Д. И. Менделеевым). По сути руководил деятельностью Общества, в должности его делопроизводителя (1868—1891), а также и редактора «Журнала РХО» (1869—1900).
Ближайший коллега и друг Д. И. Менделеева. В марте 1869 г. на заседании Русского химического общества Меншуткин сделал сообщение от имени Менделеева, доложив о представленном великим химиком «Опыте системы элементов, основанной на их атомном весе и химическом сходстве», то есть объявил об открытии Менделеевым Периодического закона.
Похоронен на Смоленском православном кладбище.

## Научная работа
Научные работы Меншуткина относятся преимущественно к органической и физической химии. В 1866 году в своей магистерской диссертации «О водороде фосфористой кислоты, неспособном к замещению металлом» впервые применил принципы структурной химии для определения строения неорганических соединений. Хотя автор диссертации сделал ошибочные и впоследствии не подтверждённые выводы о трёхгидроксильной природе фосфористой кислоты, однако применённый им оригинальный метод привлечения органических (фосфорорганических) соединений для решения вопросов о строении неорганических соединений оказался едва ли не прецедентом в истории химии. Его работа имела важное значение в том отношении, что в ней впервые были применён качественный анализ органических производных фосфористой кислоты для разрешения вопроса о её строении.
Основное направление работ Меншуткина — исследование скорости химических превращений органических соединений; особый интерес представляют его работы в области этерификации спиртов и омыления эфиров. С 1877 по 1897 гг. Меншуткин установил ряд структурно-кинетических закономерностей, устанавливающих влияние строения спиртов и карбоновых кислот на скорость и предел реакции этерификации. В 1877—1879 гг. им было установлено, что легче всего этерифицируются первичные спирты, а наиболее трудно — третичные; Меншуткин также показал, что эти результаты применимы в качестве критерия для разграничения изомерных первичных, вторичных и третичных спиртов. Изучая разложение третичного амилацетата при нагревании, Меншуткин в 1882 г. обнаружил, что один из продуктов реакции (уксусная кислота) ускоряет её; это стало классическим примером автокатализа. Обнаружил влияние разбавления на скорость реакции. Эти работы Меншуткина легли в основу классической химической кинетики. В 1886—1889 гг. Меншуткин установил влияние природы растворителя и температуры на процессы образования и разложения аминов и амидов кислот. В 1890 г. открыл реакцию алкилирования третичных аминов алкилгалогенидами с образованием четвертичных аммониевых солей (реакция Меншуткина), установил каталитическое действие растворителей в реакциях этерификации и солеобразования.
Стал инициатором преподавания аналитической химии как самостоятельной дисциплины. Написал учебник «Аналитическая химия» (1871), выдержавший 16 изданий (16-е изд. 1931); автор первого в России оригинального труда по истории химии «Очерк развития химических воззрений» (1888). Под руководством Меншуткина были построены и оборудованы химические лаборатории Петербургского университета (1890—1894) и политехнического института (1901—1902). За свои работы по химической кинетике в 1904 г. был удостоен Ломоносовской премии.